# Тузуксу
Тузуксу (хак. Тузук суғ) — посёлок при станции в Аскизском районе Хакасии.

## География
Находится в 85 км от райцентра — с. Аскиз.

## История
Станция образована в 1953 в связи со строительством ж.-д. ветки Бискамжа — Вершина Тёи.

## Население
| 2010 |
| ---- |
| 35   |

Национальный состав
На 1.01.2004 года — хакасы.